# 奎因汀·海登赫伊斯
奎因汀·海登赫伊斯（義大利語：Quintin Geldenhuys；1981年6月19日—）是一位意大利橄欖球運動員。他是意大利國家橄欖球隊的一員，代表意大利參加了2015年世界盃橄欖球賽。